# Discografia di Enzo Draghi
Discografia di Enzo Draghi, che ha pubblicato diversi tra album e singoli prima del suo arrivo in Mediaset. Nel periodo in cui l'artista ha lavorati per Five Record/R.T.I. è stato sia interprete sia produttore di canzoni per lui e altri artisti. I suoi brani sono stati pubblicati su decine di compilation e nel 2017 viene pubblicato un album che raccoglie la maggior parte delle interpretazioni di sigle di cartoni animati incise per R.T.I.

## Album
Come artista principale 
 Album in studio 
| Anno | Album                                   | Formati | Formati | Formati | Formati | Formati      | Formati  | Posizione massima | Certificazioni | Note |
| ---- | --------------------------------------- | ------- | ------- | ------- | ------- | ------------ | -------- | ----------------- | -------------- | ---- |
| Anno | Album                                   | CD      | LP      | MC      | DD      | Promozionale | Ristampa | ITA               | Certificazioni | Note |
| 2009 | Ritorni                                 |         |         |         |         |              |          | —                 | —              |      |
| 2012 | Soundscapes Vol. 1                      |         |         |         |         |              |          | —                 | —              |      |
| 2012 | Karaoke Sigle e Cartoni TV - Volume 1   |         |         |         |         |              |          | —                 | —              |      |
| 2012 | Karaoke Sigle e Cartoni TV - Volume 2   |         |         |         |         |              |          | —                 | —              |      |
| 2021 | Petali, stelle & Draghi per Sailor Moon |         |         |         |         |              |          | —                 | —              |      |
| 2021 | A spasso tra le note del tempo          |         |         |         |         |              |          | —                 | —              |      |

 Raccolte 
| Anno | Album                                  | Formati | Formati | Formati | Formati | Formati      | Formati  | Posizione massima | Certificazioni | Note |
| ---- | -------------------------------------- | ------- | ------- | ------- | ------- | ------------ | -------- | ----------------- | -------------- | ---- |
| Anno | Album                                  | CD      | LP      | MC      | DD      | Promozionale | Ristampa | ITA               | Certificazioni | Note |
| 2012 | Karaoke Sigle e Cartoni TV Collection  |         |         |         |         |              |          | —                 | —              |      |
| 2018 | Le mitiche sigle TV (Standard Edition) | 2       |         |         |         |              |          | —                 | —              |      |
| 2018 | Ciao Sabrina (The Lost Original Tape)  | 2       |         |         |         |              |          | —                 | —              |      |
| 2018 | Golden Age #Chicche                    |         |         |         |         |              |          | —                 | —              |      |

 Come interprete dei Bee Hive e Arriva Cristina 
| Anno | Album                             | Formati | Formati | Formati | Formati | Formati      | Formati  | Posizione massima | Certificazioni | Note |
| ---- | --------------------------------- | ------- | ------- | ------- | ------- | ------------ | -------- | ----------------- | -------------- | ---- |
| Anno | Album                             | CD      | LP      | MC      | DD      | Promozionale | Ristampa | ITA               | Certificazioni | Note |
| 1986 | Kiss Me Licia e i Bee Hive        |         |         |         |         |              |          | —                 | Platino        |      |
| 1986 | Love Me Licia e i Bee Hive        |         |         |         |         |              |          | —                 | —              |      |
| 1987 | Licia dolce Licia e i Bee Hive    |         |         |         |         |              |          | —                 | —              |      |
| 1987 | Teneramente Licia e i Bee Hive    |         |         |         |         |              |          | —                 | —              |      |
| 1988 | Balliamo e cantiamo con Licia     |         |         |         |         |              |          | —                 | —              |      |
| 1988 | Arriva Cristina                   |         |         |         |         |              |          | —                 | Platino        |      |
| 1991 | Il meglio di Licia e i Bee Hive   |         |         |         |         |              |          | —                 | —              |      |
| 1991 | Cristina per noi                  |         |         |         |         |              |          | —                 | —              |      |
| 1993 | Le canzoni di Licia               |         |         |         |         |              |          | —                 | —              |      |
| 1993 | I successi di Cristina - Volume 1 |         |         |         |         |              |          | —                 | —              |      |
| 2010 | Licia e i Bee Hive Story          | 5       |         |         |         |              |          | —                 | —              |      |
| 2010 | Arriva Cristina Story             | 4       |         |         |         |              |          | —                 | —              |      |

## Singoli

### Artista principale
| Anno | Singolo                                              | Formati | Formati | Formati | Formati      | Posizione massima | Certificazioni | Etichetta   | Note |
| ---- | ---------------------------------------------------- | ------- | ------- | ------- | ------------ | ----------------- | -------------- | ----------- | --- |
| Anno | Singolo                                              | CD      | LP      | DD      | Promozionale | ITA               | Certificazioni | Etichetta   | Note |
| 1971 | It's green/Life                                      |         |         |         |              | —                 | —              | Montreal    | Pubblicato con il gruppo Bloody Fire                                                                                                |
| 1975 | Non chiedo più il perché                             |         |         |         |              | —                 | —              | Real Music  | — |
| 1975 | Take me tonight                                      |         |         |         |              | —                 | —              | Real Music  | Pubblicato con lo pseudonimo Aurora Borealis Corporation                                                                            |
| 1987 | Sandy dai mille colori/Lupin, l'incorreggibile Lupin |         |         |         |              | —                 | —              | Five Record | Pubblicato sul lato B e con lo pseudonimo Gli amici di Lupin                                                                        |
| 2012 | I cinque samurai                                     |         |         |         |              | —                 | —              | Siglandia   | Brano del 1990 pubblicato per la prima volta in vinile nel 2012 e pubblicato con lo pseudonimo I samurai dall'associazione TV-Pedia |
| 2016 | Una spada per Lady Oscar                             |         |         |         |              | —                 | —              | Siglandia   | Brano del 1990 pubblicato con lo pseudonimo Gli amici di Lady Oscar dall'associazione TV-Pedia                                      |
| 2017 | Evviva Zorro                                         |         |         |         |              | —                 | —              | Siglandia   | Brano del 1998 stampato per la prima volta in vinile nel 2017 dall'associazione TV-Pedia                                            |
| 2018 | La mia Margot                                        |         |         |         |              | —                 | —              |             | — |
| 2019 | Petali di stelle e luna                              |         |         |         |              | —                 | —              | Rco Music   | — |

### Artista ospite
| Anno | Album                | Formati | Formati | Formati | Formati      | Posizione massima | Certificazioni | Etichetta   | Note              |
| ---- | -------------------- | ------- | ------- | ------- | ------------ | ----------------- | -------------- | ----------- | ----------------- |
| Anno | Album                | CD      | LP      | DD      | Promozionale | ITA               | Certificazioni | Etichetta   | Note              |
| 1975 | See You Every Day    |         |         |         |              | —                 | —              | Fonit Cetra | Come Slide guitar |
| 2017 | Alza gli occhi e vai |         |         |         |              | —                 | —              | —           |                   |

### Composizioni
| Anno | Album                         | Formati | Formati | Formati | Formati      | Posizione massima | Certificazioni | Etichetta      | Note                                      |
| ---- | ----------------------------- | ------- | ------- | ------- | ------------ | ----------------- | -------------- | -------------- | ----------------------------------------- |
| Anno | Album                         | CD      | LP      | DD      | Promozionale | ITA               | Certificazioni | Etichetta      | Note                                      |
| —    | Il mulino/Io credo nella luna |         |         |         |              | —                 | —              | Phantom Record | Con la partecipazione di Roberto Ferracin |

## Pubblicazioni negli album R.T.I.
| Anno | Album                                               | Formati | Formati | Formati | Formati | Formati      | Formati  | Posizione massima | Certificazioni | Tracce inlcuse | Note                               |
| ---- | --------------------------------------------------- | ------- | ------- | ------- | ------- | ------------ | -------- | ----------------- | -------------- | -------------- | ---------------------------------- |
| Anno | Album                                               | CD      | LP      | MC      | DD      | Promozionale | Ristampa | ITA               | Certificazioni | Tracce inlcuse | Note                               |
| 1988 | Cristina D'Avena e i tuoi amici in TV 2             |         |         |         |         |              |          | —                 | —              |                |                                    |
| 1989 | Supercampioni                                       |         |         |         |         |              |          | —                 | —              |                |                                    |
| 1990 | Fivelandia 8                                        |         |         |         |         |              |          | —                 | —              |                |                                    |
| 1991 | Bim Bum Bam - Volume 2                              |         |         |         |         |              |          | —                 | —              |                |                                    |
| 1991 | Fivelandia TV: I grandi successi di Fivelandia      |         |         |         |         |              |          | —                 | —              |                |                                    |
| 1994 | Cristina D'Avena e i tuoi amici in TV 7             |         |         |         |         |              |          | —                 | —              |                |                                    |
| 1994 | Cristina canta Disney                               |         |         |         |         |              |          | —                 | —              |                |                                    |
| 1996 | Cristina D'Avena Dance                              |         |         |         |         |              |          | —                 | —              |                |                                    |
| 1996 | Cristina D'Avena e i tuoi amici in TV 9             |         |         |         |         |              |          | —                 | —              |                |                                    |
| 1997 | Cristina D'Avena e i tuoi amici in TV 10            |         |         |         |         |              |          | —                 | —              |                |                                    |
| 1997 | Fivelandia 15                                       |         |         |         |         |              |          | —                 | —              |                |                                    |
| 1997 | Cristina canta Disney                               |         |         |         |         |              |          | —                 | —              |                |                                    |
| 1997 | Cristina D'Avena Baby Mix                           |         |         |         |         |              |          | —                 | —              |                | Ristampa di Cristina D'Avena Dance |
| 1997 | Un'avventura al giorno                              |         |         |         |         |              |          | —                 | —              |                |                                    |
| 1997 | Un'avventura al giorno                              |         |         |         |         |              |          | —                 | —              |                |                                    |
| 1997 | Tira & Molla e altre sigle TV                       |         |         |         |         |              |          | —                 | —              |                |                                    |
| 1997 | Tira & Molla compilation                            |         |         |         |         |              |          | —                 | —              |                |                                    |
| 1998 | Cristina D'Avena e i tuoi amici in TV 11            |         |         |         |         |              |          | —                 | —              |                |                                    |
| 1998 | Fivelandia 16                                       |         |         |         |         |              |          | —                 | —              |                |                                    |
| 2000 | Dragon Ball Dance Compilation                       |         |         |         |         |              |          | —                 | —              |                |                                    |
| 2000 | Pokémon e Dragon Ball Dance Compilation             |         |         |         |         |              |          | —                 | —              |                |                                    |
| 2000 | Pokémon Cartoons Dance Compilation                  |         |         |         |         |              |          | —                 | —              |                |                                    |
| 2001 | Cartuno                                             |         |         |         |         |              |          | —                 | —              |                |                                    |
| 2002 | Cristina D'Avena e i tuoi amici in TV 15            |         |         |         |         |              |          | —                 | —              |                |                                    |
| 2004 | Cristina D'Avena e i tuoi amici in TV 2004          |         |         |         |         |              |          | —                 | —              |                |                                    |
| 2004 | Cartoon Story                                       | 5       |         |         |         |              |          | —                 | —              |                |                                    |
| 2004 | Fivelandia 22                                       |         |         |         |         |              |          | —                 | —              |                |                                    |
| 2005 | Cartoonlandia Boys                                  | 3       |         |         |         |              |          | —                 | —              |                |                                    |
| 2005 | Cartoonlandia Girls                                 | 3       |         |         |         |              |          | —                 | —              |                |                                    |
| 2006 | Fivelandia 7 & 8                                    | 2       |         |         |         |              |          | —                 | —              |                |                                    |
| 2006 | Fivelandia 8                                        |         |         |         |         |              |          | —                 | —              |                |                                    |
| 2006 | Cristina D'Avena Baby Mix                           |         |         |         |         |              |          | —                 | —              |                |                                    |
| 2006 | Cristina canta Disney                               |         |         |         |         |              |          | —                 | —              |                |                                    |
| 2008 | Cartoon Music Mania                                 | 2       |         |         |         |              |          | —                 | —              |                |                                    |
| 2008 | Gormiti Compilation e i tuoi supereroi              | 3       |         |         |         |              |          | —                 | —              |                |                                    |
| 2009 | Cartoonlandia: Le Basi Musicali dei Cartoni         |         |         |         |         |              |          | —                 | —              |                |                                    |
| 2009 | Cartoonlandia: Basi Musicali                        |         |         |         |         |              |          | —                 | —              |                |                                    |
| 2010 | Il coccodrillo, le tagliatelle...                   | 2       |         |         |         |              |          | 66                | —              |                |                                    |
| 2010 | Natale con Cristina                                 | 4       |         |         |         |              |          | 54                | —              |                |                                    |
| 2011 | Cristina D'Avena e il Mondo delle Favole            | 2       |         |         |         |              |          | —                 | —              |                |                                    |
| 2011 | Cartoonlandia Story '80-'90                         | 2       |         |         |         |              |          | —                 | —              |                |                                    |
| 2011 | Super Campioni                                      | 2       |         |         |         |              |          | —                 | —              |                |                                    |
| 2011 | Nella bella fattoria                                | 2       |         |         |         |              |          | —                 | —              |                |                                    |
| 2011 | Balla e canta con Nonna Pina                        | 3       |         |         |         |              |          | —                 | —              |                |                                    |
| 2012 | Bim Bum Bam compilation                             | 2       |         |         |         |              |          | —                 | —              |                |                                    |
| 2012 | Bim Bum Bam compilation                             | 2       |         |         |         |              |          | —                 | —              |                |                                    |
| 2012 | Il Valzer del Moscerino presenta: La Bella Fattoria | 2       |         |         |         |              |          | —                 | —              |                |                                    |
| 2012 | Il Valzer del Moscerino presenta: Le Favole         | 2       |         |         |         |              |          | —                 | —              |                |                                    |
| 2012 | Il Valzer del Moscerino presenta: Cartuno Remix     | 2       |         |         |         |              |          | —                 | —              |                |                                    |
| 2013 | Cartoon in Love                                     |         |         |         |         |              |          | —                 | —              |                |                                    |
| 2014 | #auguriCri                                          |         |         |         |         |              |          | —                 | —              |                |                                    |
| 2015 | Fivelandia Story                                    |         |         |         | 5       |              |          | —                 | —              |                |                                    |
| 2017 | I grandi classici                                   | 2       |         |         |         |              |          | —                 | —              |                |                                    |
| 2017 | Il mondo delle favole                               | 2       |         |         |         |              |          | —                 | —              |                |                                    |

## Album come arrangiatore ed autore per Cristina D'Avena
| Anno | Titolo                          | Formati | Formati | Formati | Formati | Formati      | Formati  | Posizione massima | Certificazioni | Note |
| ---- | ------------------------------- | ------- | ------- | ------- | ------- | ------------ | -------- | ----------------- | -------------- | ---- |
| Anno | Titolo                          | CD      | LP      | MC      | DD      | Promozionale | Ristampa | ITA               | Certificazioni | Note |
| 1987 | Maple Town: un nido di simpatia |         |         |         |         |              |          | —                 | —              |      |
| 1988 | Palla al centro per Rudy        |         |         |         |         |              |          | —                 | —              |      |
| 1994 | Cristina canta Disney           |         |         |         |         |              |          | —                 | —              |      |

## Singoli come autore
Per Cristina D'Avena
| Anno | Album                                                                                       | Singolo                                        | Posizione massima | Certificazioni | Etichetta             | Note |
| Anno | Album                                                                                       | Singolo                                        | ITA               | Certificazioni | Etichetta             | Note |
| ---- | ------------------------------------------------------------------------------------------- | ---------------------------------------------- | ----------------- | -------------- | --------------------- | ---- |
| 1987 | - Licia dolce Licia e i Bee Hive - Fivelandia 5                                             | Licia dolce Licia/Juny peperina inventatutto   | —                 | —              | Five Record, FM 13159 | —    |
| 1987 | Fivelandia 5                                                                                | Jem/Gli amici Cercafamiglia                    | —                 | —              | Five Record, FM 13178 | —    |
| 1988 | Fivelandia 6 – Le più belle sigle originali dei tuoi amici in TV                            | Siamo quelli di Beverly Hills/Lady Lovely      | —                 | —              | Five Record, FM 13208 | —    |
| 1988 | Fivelandia 6 – Le più belle sigle originali dei tuoi amici in TV                            | Palla al centro per Rudy/Prendi il mondo e vai | —                 | —              | Five Record, FM 13209 | —    |
| 1988 | - Fivelandia 6 – Le più belle sigle originali dei tuoi amici in TV - Puffiamo all'avventura | Puffi qua e là/Puffa una canzone               | —                 | —              | Five Record, FM 13213 | —    |
| 1989 | Fivelandia 7                                                                                | Conte Dacula/Ciao io sono Michael              | —                 | —              | Five Record, FM 13244 | —    |
| 1989 | Fivelandia 7                                                                                | I Puffi sanno                                  | —                 | —              | Five Record, FM 13245 | —    |
| 1989 | Fivelandia 7                                                                                | Dolce Candy/Teodoro e l'invenzione che non va  | —                 | —              | Five Record, FM 13246 | —    |
| 1990 | Fivelandia 8                                                                                | Amici Puffi                                    | —                 | —              | Five Record, FM 13272 | —    |

 Per altri artisti 
| Anno | Album                                               | Singolo                             | Posizione massima | Certificazioni | Etichetta                             | Artista            | Note |
| Anno | Album                                               | Singolo                             | ITA               | Certificazioni | Etichetta                             | Artista            | Note |
| ---- | --------------------------------------------------- | ----------------------------------- | ----------------- | -------------- | ------------------------------------- | ------------------ | ---- |
| 1987 | Feuilletons De La Cinq : Chansons Originales        | Karine                              | —                 | —              | Five Record, FM 13160                 | Claude Lombard     | —    |
| 1988 | - Cristina D'Avena e i tuoi amici in TV 2 - Inedito | Tutti in campo con Lotti/Tu con noi | —                 | —              | Five Record, FM 13186                 | Manuel De Peppe    | —    |
| 1989 | Supercampioni                                       | Capitan Dick/Sceriffi delle stelle  | —                 | —              | Pop Corn/Five Record, NP PC 26001 - B | Giampaolo Daldello | —    |